# Carine Contessi
Pour les articles homonymes, voir Contessi.
Carine Contessi, née le 17 novembre 1981 à Thionville, est une joueuse française de basket-ball. Elle joue principalement au poste d'ailière.

## Clubs
| Saisons   | Équipe                      | Pays   |
| - 1999    | Wittenheim                  | France |
| 1999-2004 | Nice CO                     | France |
| 2004-2005 | Reims                       | France |
| 2005-2011 | Flammes Carolo basket       | France |
| 2011-2012 | Basket Club Saint Paul Rezé | France |

## Palmarès

### Sénior
- Championne de France NF1 en 2010